# Кардионеуроаблација
Кардионеуроаблација (КНА) је нова терапијска метода за лечење рефлексне синкопе, функционалног атриовентрикуларног блока и дисфункције синуса. Тренутно постоји неколико ефикасних приступа КНА због сложене модулације аутономног нервног система.  
Кардионеуроаблација је техника створена 1990-их и патентирана у САД, са циљем да се елиминише срчана грана ваговагалног рефлекса у циљу лечења неурокардиогене синкопе без имплантације пејсмејкера. Пацијенти са симптомима са кардиоинхибиторним или мешовитим одговором на тестирање нагибном столу могу бити кандидати за кардионеуроаблацију.
Изводи се без операције, применом радиофреквентне катетерске аблације у једнодневној болници.  
Иако је кардионеуроаблација  терапија у развоју она је за многе пацијенте очигледно обећавајућа. Неколико клиничких испитивања је открило ефикасност ове иновативне стратегије за лечење вазовагалне синкопе и аутономне брадикардије (јер након интервенције) доводи до поновног успостављање равнотеже срчаног аутономног нервног система.  

## Основне информације
Аутономни нервни систем утиче на физиолошку функцију кардиоваскуларног система. Вазовагална синкопа (ВВС) је једна од најчешћих врста синкопе. До доби од 60 година, 42% жена и 32% мушкараца је већ имало барем једну епизоду синкопе.  Иако је исход ВВС генерално бенигни, она може довести до повреда и може утицати на квалитет живота. Основна патофизиологија ВВС је резултат рефлекса који изазива хипотензију и брадикардију, која је посредована прекомерном активацијом вагалне активности. Резултати традиционалних третмана, укључујући повећан унос соли и воде, маневре физичког контрапритиска, терапију лековима флудрокортизоном или мидодрином, су били разочаравајући.
Ганглиозни плексус (ГП), интринзичне структуре лоциране у епикарду прткоморски масни јастучићи, делују на преганглијска и постганглијска нервна влакна да она утичу на рад срца, преткоморску и коморску рефракторност и срчану функцију. Лекари опште праксе су изабрани као примарни циљеви за кардионеуроаблацију због њихове физиолошке функције и анатомске локације која се лако може циљати аблацијским катетером у амбуланзним условима.
Чест тип синкопе, назван вазовагална синкопа, настаје: 
- интензивном кардиоинхибицијом,
- посредованом изненадним вагалним рефлексом, који узрокује пролазни срчани застој
- асистолијом и/или пролазним тоталним атриовентрикуларним блоком.[13][14]

## Индикације

### Главне индикације
Ефикасност и безбедност КНА за лечење ВВС и дисфункције синусног чвора су демонстриране у бројним студијама.

### Друге индикације за кардионеуроаблацију
Недавно се у литератури наводе охрабрујући средњорочни исходи  за лечење функционалног АВ блока коришћењем КНА.
Повољан учинак је такође верификован код синдрома дугог QT интервала.
Поред брадијаритмије, КНА се такође може користити као помоћна терапија за преткоморску фибрилацију. (нпр. алтернативни третман за брадијаритмију изазвану претренираношћу).
Слично, КНА би се могао узети у обзир и за терапију синдрома кардиоинхибиторног каротидног синуса.
Међутим, и поред напред наведених индикација специфични механизми и дугорочни ефекти треба да буду разјашњени у будућим истраживањима.

## Досадашњи резултати
Овај облик синкопе који је позната је као „вазо-вагална синкопа“ (ВВС), „неурокардиогена синкопа“ или „неурално посредована рефлексна синкопа“.  До увођења у терапију кардионеуроаблације лечена је  многим различитим терапијама, док су тешки и рефракторни случајеви лечени имплантацијом пејсмејкера упркос великим контроверзама о његовој користи.
Резултати праћења до 100 месеци показују бољи исход од клиничких мера или имплантације пејсмејкера са променом тилт-теста на нормалан и одсуством синкопе код више од 90% пацијената без лекова.
Иако се кардионеуроаблација примењује за лечење вазовагалне синкопе (ВВС), функционалног атриовентрикуларног блока и синусне дисфункције више од две деценије, у последњих неколико година постигнут је значајан напредак, а настале су и бројне стратегије аблације и приступи за локализацију и аблацију од стране лекара опште праксе.
Међутим, још увек постоје многа основна питања на која треба одговорити контролисаним клиничким испитивањима, што такође може променити смернице за лечење синкопе и аритмије у будућности.

## Образложење кардионеуроаблације за вазовагалну синкопу

### Патофизиологија вазовагалне синкопе
Иако се нове терапије стално појављују, патофизиологија ВВС остаје предмет расправе. Широко прихваћена теорија је да је ВВС узрокован абнормалним аутономним рефлексом. Барорефлекс посредован аутономним нервним системом (АНС) је конститутивно активан за одржавање хомеостатског статуса. На пример, подизање у усправан положај доводи до накупљања 500–800 мл крви у периферној циркулацији, што активира симпатичке нерве како би спречило хипотензију. Током епизоде ВВС, абнормални рефлексни одговор изазива накупљање вена на периферији, што доводи до прекомерни одлив симпатикуса и повећање вентрикуларне контракције која активира сензорне рецепторе лоциране у инферо-постериорним деловима леве коморе када се промени напетост зида, парадоксално повећавајући нервни саобраћај ка централном нервном систему. На крају, то изазива упорни пораст вагалне активности, праћено брадикардијом и губитком свести.

### Образложење за примену
Парасимпатичка хиперактивност је основни механизам ВВС, што га чини могућом метом за лечење ВВС кардиоинхибицијом. Аутономну активност срца регулише неколико нивоа повратне спреге између срца и периферног и централног нервног система. Срчани АНС се може поделити на екстринзичне и интринзичне компоненте према локацији постганглионских неурона који обезбеђују влакна од ганглија до ефекторског органа. Већина неурона унутрашњег срчаног АНС-а конвергирају на неколико ГП унутар епикардијалне масти. јастучићи. Интринзични срчани АНС укључује еферентне парасимпатичке и симпатичке нерве, аферентне неуроне и неуроне локалног кола/средње неуроне. Постганглионски унутрашњи нерви се затим протежу до специфичних атријалних или вентрикуларних региона, као што су синоатријални чвор, атриовентрикуларни (АВ) чвор и корени плућних вена.  ГП интегришу преганглијска и постганглијска нервна влакна да утичу на откуцаје срца и срчану функцију. Усмеравањем катетерске аблације на ГП, ЦНА се појавио као нова и ефикасна терапија за ВВС аблацијом ендокардијалног неуромиокардног интерфејса и ГП.